# 端黑蟬
端黑蟬（学名：Vagitanus terminalis）为蟬科扶桑蟬屬下的一个种。